# جيمي فوستر
جيمي فوستر (بالإنجليزية: Jimmy Foster)‏ هو مهندس أمريكي، ولد في 1 مارس 1977.

## وصلات خارجية
- جيمي فوستر على موقع Racing-Reference.info (الإنجليزية)